# 9676 Eijkman
A 9676 Eijkman (ideiglenes jelöléssel 2023 P-L) a Naprendszer kisbolygóövében található aszteroida. Cornelis Johannes van Houten, Ingrid van Houten-Groeneveld és Tom Gehrels fedezte fel 1960. szeptember 24-én.